# مايكل ماسيمينو
مايكل ماسيمينو (بالإنجليزية: Michael J. Massimino) (و. 1962 – م) هو مهندس، ورائد فضاء من الولايات المتحدة الأمريكية . ولد في مدينة نيويورك .

## ريادة الفضاء
شارك في المهمات الفضائية:
- STS-125
- STS-109.

## التعليم
تعلم في معهد ماساتشوست للتكنولوجيا، وColumbia School of Engineering and Applied Science

## روابط خارجية
- مايكل ماسيمينو على موقع IMDb (الإنجليزية)
- مايكل ماسيمينو على موقع قاعدة بيانات الفيلم (الإنجليزية)